# Lúč na Ostrove
Lúč na Ostrove (maďarsky Lúcs) je obec na Slovensku v okrese Dunajská Streda. Leží v centrální části Žitného ostrova, části slovenské Podunajské nížiny.

## Historie
Obec vznikla v roce 1960 sloučením dříve samostatných obcí Malá Lúč (maďarsky Kislúcs) a Veľká Lúč (maďarsky Nagylúcs). Místo je poprvé písemně zmíněno v roce 1248 jako Luche. Do roku 1918 bylo území obce součástí Uherska. Na základě první vídeňské arbitráže bylo území obce v letech 1938 až 1945 součástí Maďarska. Při sčítání lidu v roce 2011 zde žilo 765 obyvatel, z toho 681 Maďarů a 79 Slováků. Jeden obyvatel uvedl jinou etnicitu a čtyři obyvatelé svou národnost neuvedli.

## Památky
- Pálffyovský zámeček v části Malá Lúč, jednopodlažní dvoutraktová původně renesanční stavba ze začátku 17. století. Stavba je na půdorysu písmena U se dvěma nárožními věžemi. Původně šlo o čtyřkřídlou stavbu. V roce 1833 byla stavba klasicistně upravena. Zámeček po druhé světové válce sloužil různým účelům, dnes patří Okresnímu úřadu v Dunajské Stredě.[2][3]
- Zámeček v části Veľká Lúč, dvoupodlažní původně pozdněklasicistní stavba z poloviny 19. století. V roce 1884 uskutečnil přestavbu zámečku Michal Linzboth, který zde měl významné hospodářství.Od roku 1950 patří družstvu, které budovu přestavělo, slouží jako administrativní budova. Fasády zámečku byly po druhé světové válce necitlivě upravovány, ztratil tak historický charakter. Součástí zámečku je i menší krajinářský park.[3]
- Římskokatolický kaple sv. Anny v části Malá Lúč, jednolodní původně klasicistní stavba z druhé poloviny 18. století, s pravoúhlým ukončením presbytáře a věží tvořící součást její hmoty. V roce 1884 prošla eklektickou přestavbou. Interiér je plochostropý, presbytář je zaklenutý pruskou klenbou. Nachází se zde barokně klasický oltář sv. Anny z konce 18. století se sochami sv. Floriána a sv. Vendelína z období kolem roku 1800.[3]